# شهرک صنعتی چرم‌شهر
شهرک صنعتی چرم‌شهر یکی از شهرک‌های صنعتی استان آذربایجان شرقی است که در شهر تبریز واقع شده‌است.

دیدار سیدابراهیم رئیسی رئیس‌جمهور وقت ایران از چرمشهر تبریز خرداد ماه سال ۱۴۰۲

## تولید چرم
چرم‌شهر تبریز بزرگ‌ترین مرکز تولید چرم در ایران می‌باشد که با ۳۶۰ واحد صنعتی و با اشتغال حدود ۴ هزار نفر فعالیت می‌کند. این شهرک صنعتی حدود ۹۰ درصد صادرات چرم کشور را به خود اختصاص داده‌است.

## تاریخچه چرمشهر تبریز
نخستین کارخانه چرم سازی مدرن ایران از سوی مرحوم صدقیانی با عنوان چرمسازی خسروی در حدود ۹۵ سال قبل ایجاد شد و بعد از هفت سال این صنعت در این شهر گسترش یافت.
توسعه این صنعت از محله امامیه تبریز شروع شد و سپس تا سال ۱۳۶۲ به خیابان سعدی گسترش یافت و تعداد کارخانه‌های چرم سازی در آن زمان به ۴۲ واحد رسید.
اکنون نیز تعدادی از نمادهای کارخانه‌های چرم سازی در این محله‌ها موجود بوده ولی به دلیل مزاحمت شهری واحدهای مستقر در این محله، واحدهای تولیدی بین روستای خواجه دیزج و مایان به نام چرمشهر انتقال یافتند.
با فعالیت این واحدها در این مکان و گسترش واحدهای چرمسازی تعداد واحدهای فعال در آن به حدود ۳۶۴ واحد رسیده‌است.
این مکان تا سال ۱۳۷۹ به عنوان ناحیه صنعتی شناخته می‌شد و فاقد امکانات زیربنایی بودو در آن زمان تعداد ۲۳۰ واحد چرمسازی مستقر در این مکان با مشکلات زیادی مواجه بودند.
براساس مصوبه هیئت دولت برای ایجاد شهرک صنعتی خصوصی، اولین بار شهرک صنعتی خصوصی در ایران به عنوان چرم سازان در تبریز ایجاد و زیرساخت‌های لازم در آن فراهم شد.

## بازدید رئیس‌جمهور
سیدابراهیم رئیسی رئیس‌جمهور وقت ایران در نخستین روز از دور دوم سفر خود به آذربایجان شرقی در ۱۸ خرداد ماه سال ۱۴۰۲ خورشیدی از چرمشهر تبریز بازدید کرد و از نزدیک در جریان فعالیت‌ها و مشکلات واحدهای مستقر در این شهرک قرار گرفت.